# Durand de Maillane

Institutes du droit canonique, 1770 (Fondazione Mansutti, Milano)

Pierre-Toussaint Durand de Maillane (Saint-Rémy-de-Provence, 11 novembre 1729 – Saint-Rémy-de-Provence, 14 agosto 1814) è stato un giurista francese.

## Biografia
È stato canonista, avvocato, magistrato e politico, eletto nel 1789 come deputato di Arles agli Stati generali. Fu anche commissario del Comité ecclésiastique, partecipando alla scrittura della costituzione civile del clero.
Nel 1770 lo stampatore lionese Jean-Marie Bruyset (1719-1793) pubblicò l'opera in 10 volumi dal titolo Institutes du droit canonique di Giovanni Paolo Lancellotti (1522-1590), originariamente redatta in latino, nella traduzione in francese operata da Durand de Maillane. Il decimo volume contiene l'Histoire du droit canon, scritta dallo stesso Durand de Maillane. Un esemplare di questa edizione è conservato presso la Fondazione Mansutti di Milano.